# Eugenia cacuminoides
Eugenia cacuminoides là một loài thực vật có hoa trong Họ Đào kim nương. Loài này được Govaerts mô tả khoa học đầu tiên năm 2008.